# Rumsko
Rumsko (deutsch Rumbske) ist ein Dorf in der polnischen Woiwodschaft Pommern. Es gehört zur Landgemeinde Główczyce (Glowitz) im Powiat Słupski (Stolper Kreis).

## Geographische Lage

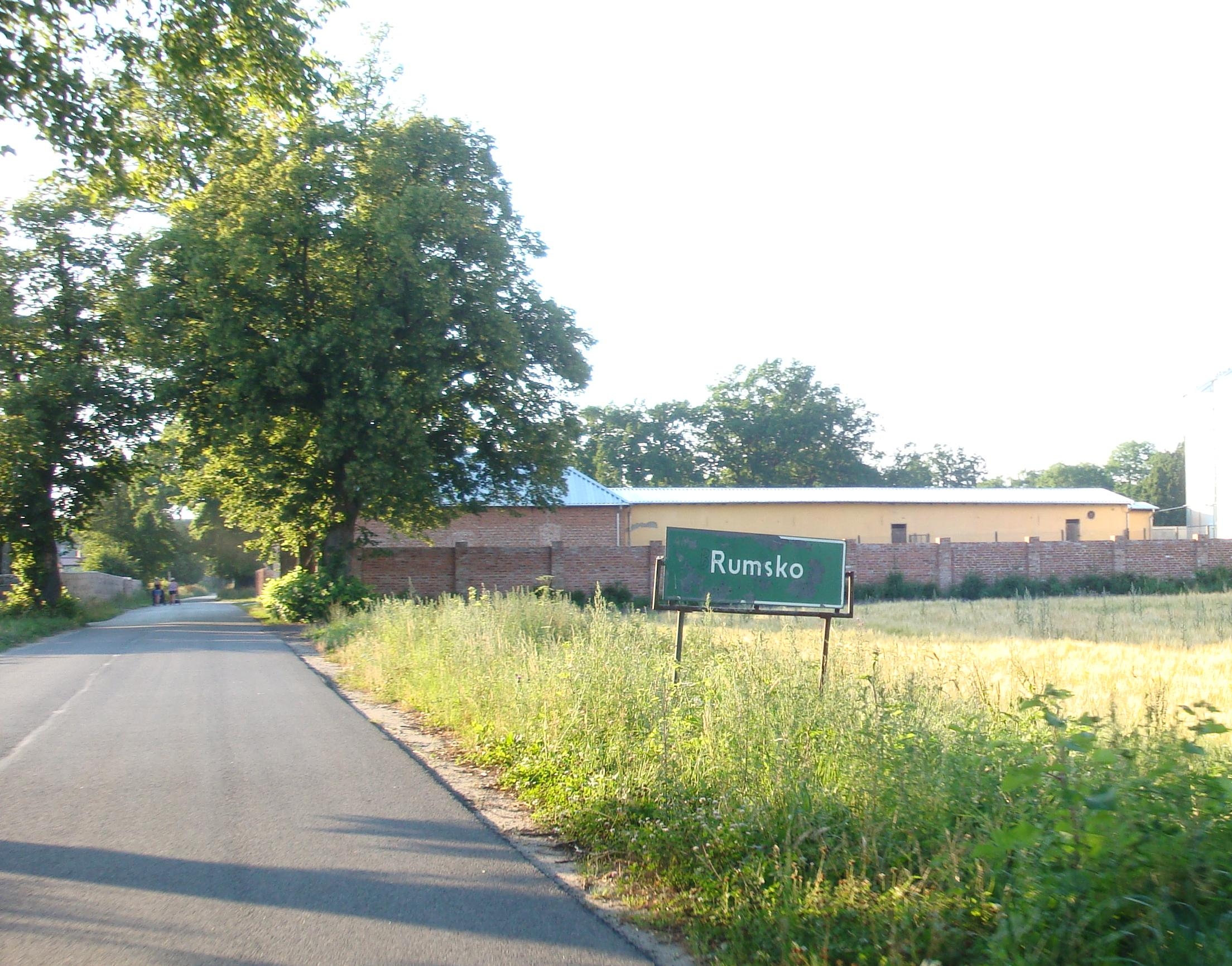
Ortseinfahrt

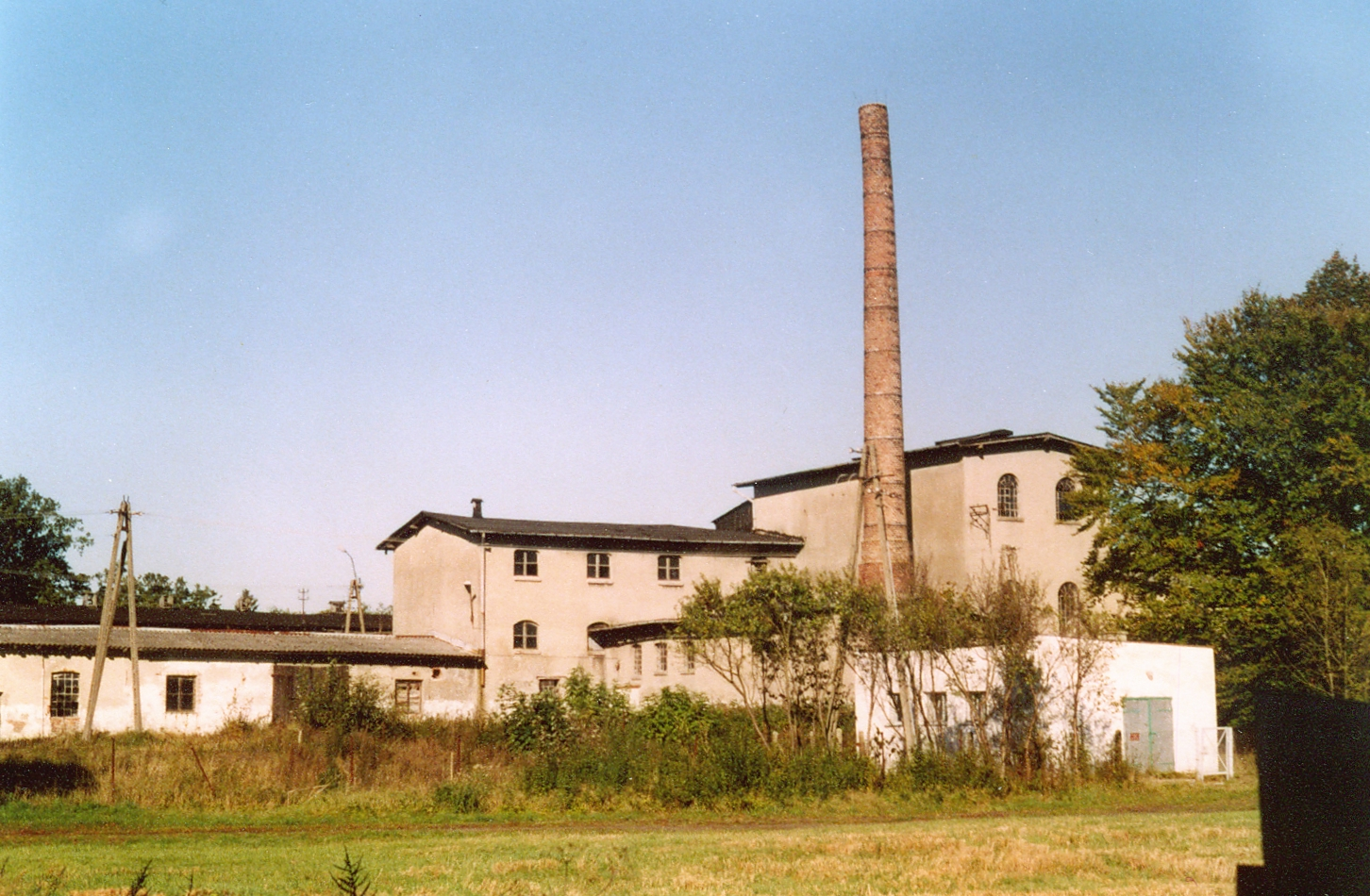
Fabrikgelände aus der Vorkriegszeit (Foto: Maria Golinski, 2005).

Das Dorf liegt in Hinterpommern, auf einer niedrigen Anhöhe, etwa 26 Kilometer nordöstlich von Stolp und vier Kilometer westsüdwestlich des Dorfs Główczyce (Glowitz).

## Geschichte
Ältere Ortsbezeichnungen sind Ramsko, Rumpske (1430), Rumptzke (1469), Rumbptze (1484) und Rumske (1784).
Eine alte Wehranlage, einst „Schwedenschanze“ genannt, stammt aus vor- oder frühgeschichtlicher Zeit. Sie befand sich in einer Bachschleife und war durch einen Wall von fünf Metern Höhe gesichert.
Zusammen mit Rowen und Zedlin war Rumbske ein altes Stojentinisches Lehen. 1469 wurden die Brüder Klaus und Lorenz Stojentin mit Rumbske belehnt. Die Familie breitete sich weit aus, was mit zahlreichen Erbstreitigkeiten verbunden war. Als Folge ging das Gut zwischen 1583 und 1688 in Konkurs.
Danach kam Rumbske in den Besitz der Familie Podewils, ab 1731 an die Familie Bieberstein und 1773 an die Familie Kleist. Um das Jahr 1782 gab es in Rumbske ein Vorwerk, acht Bauern, zwei Kossäten, ein Wirtshaus und im Dorf Glowitz eine Schmiede sowie einen Schulmeister und insgesamt 16 Haushaltungen.
Ab 1803 war Rumbske das Stammgut der Familie Krockow-Ossecken. Die beiden Brüder Ernst August und Ernst Wilhelm von Krockow erwarben die Rumbsker Güter im Kreis Stolp und verkauften dafür die Liegenschaften von Ossecken im Landkreis Lauenburg i. Pom. Im Jahre 1823 gehörten die Güter Rumbske, Rowen und Zedlin dem Otto von Krockow, der 1847 bis 1848 in Rumbske das Herrenhaus bauen ließ.
Weitere Besitzer waren Wilhelm von Krockow und der in den Grafenstand erhobene Otto Christoph mit Namen und Wappen von der Wickerau. Otto Christoph verstarb 1928. Zwei seiner Söhne fielen 1939 und 1941 im Krieg. Als einziger männlicher Nachkomme blieb Christian von der Wickerau Graf von Krockow.
Am 1. April 1927 hatte das Gut Rumbske eine Flächengröße von 602 Hektar, und am 16. Juni 1925 hatte der Gutsbezirk 210 Einwohner. Am 30. September 1928 wurde der Gutsbezirk Rumbske in die Landgemeinde Rumbske eingegliedert.
Anfang der 1930er Jahre hatte die Landgemeinde Rumbske eine Flächengröße von 7,7 km². Innerhalb der Gemeindegrenzen standen insgesamt 53 bewohnte Wohnhäuser an drei verschiedenen Wohnstätten:
1. Bahnhof Rumbske
2. Rumbske
3. Schule Rumbske

Im Jahre 1938 war das Rittergut Rumbske 580 Hektar groß, daneben gab es 10 landwirtschaftliche Betriebe von bis zu 20 Hektar und einen Hof bis zu 100 Hektar. 1939 lebten hier 269 Einwohner in 68 Haushaltungen. 
Bis 1945 gehörte Rumbske zum Landkreis Stolp im Regierungsbezirk Köslin der preußischen Provinz Pommern des Deutschen Reichs. Rumbske war Amts- und Standesamtsbezirk, gehörte zur Gendarmerie Glowitz und zum Amtsgerichtsbereich Stolp. 
Gegen Ende des Zweiten Weltkriegs wurde Rumbske am 9. März 1945 von der Roten Armee besetzt. Am 14. März zündete ein sowjetisches Kommando auf Befehl eines Offiziers das Schloss an. Anschließend wurde Rumbske zusammen mit ganz Hinterpommern von der Sowjetunion der Volksrepublik Polen zur Verwaltung überlassen. Danach trafen Polen im Dorf ein und drängten die einheimischen Dorfbewohner aus ihren Häusern und Gehöften. Für Rumbske wurde die polonisierte Ortsbezeichnung ‚Rumsko‘ eingeführt. Bis Ende März wurden die einheimischen Dorfbewohner von der polnischen Administration ganz aus Rumbske vertrieben. Letzter deutscher Bürgermeister war August Kuschel.
Später wurden in der Bundesrepublik Deutschland 139 und in der DDR 67 aus Rumbske vertriebene Dorfbewohner ermittelt.
Das Dorf ist heute ein Teil der Landgemeinde Główczyce in der Woiwodschaft Pommern, nachdem es zwischen 1975 und 1998 der Woiwodschaft Słupsk angegliedert war.

## Kirche

### Kirchspiel bis 1945
Rumbske gehörte bis 1945 zur Kirchengemeinde Glowitz, die zusammen mit der Filialgemeinde Giesebitz das evangelische Kirchspiel Glowitz bildete. Somit gehörte der Ort zum Kirchenkreis Stolp-Altstadt der Kirchenprovinz Pommern der Evangelischen Kirche der Altpreußischen Union. Graf von Krockow war mit drei Stimmen (für die Güter Rumbske, Rowen und Zedlin) bei insgesamt 12 Stimmen am Kirchenpatronat beteiligt.
Das katholische Kirchspiel war in Stolp.

### Polnisches Kirchspiel seit 1945
Die seit 1945 und Vertreibung der einheimischen Dorfbewohner anwesende polnische Einwohnerschaft ist überwiegend katholisch. Das polnische katholische Kirchspiel ist in Glowitz.
Evangelische Polen gehören zum polnischen evangelischen Kirchspiel Stolp, das zur Diözese Pommern-Großpolen der Evangelisch-Augsburgischen (lutherischen) Kirche in Polen gehört.

## Schule
Rumbske war bis 1945 Schulort auch für Rowen. Im Jahre 1932 war die Schule dreistufig. Es unterrichteten zwei Lehrer in drei Klassen 79 Schulkinder.

## Söhne und Töchter des Ortes
- Max Scheunemann (1881–1965), deutscher Komponist und Musikpädagoge
- Christian Graf von Krockow (1927–2002), deutscher Politikwissenschaftler, Historiker und Publizist

## Verkehr
Die Ortschaft liegt nahe an der Woiwodschaftsstraße 213 (Glowitzer Chaussee), die Słupsk mit Puck (Putzig) verbindet. Zur Ostseeküste bei Łeba (Leba) sind es etwas mehr als 30 Kilometer, und gleich entfernt liegt die Kreisstadt Słupsk. 
Die einstige Bahnlinie (Kreisbahn) Słupsk–Dargoleza (Dargeröse) der Stolper Bahnen mit dem Haltepunkt „Rumbske-Bahnhof“ besteht nicht mehr.